# Tunelul Bahna
Tunelul Bahna este un tunel rutier situat între kilometrii 357+476 și 357+593 ai Drumului Național 6, în apropiere de orașul Orșova. Are o lungime totală de 117 m și este unul dintre cele două tuneluri rutiere construite între Turnu Severin și Orșova.
Tunelul a fost proiectat de institutul IPTANA în cadrul variantei de 17,1 km a DN 6 în lungul Dunării, între Gura Văii și Orșova, și a fost inaugurat în anul 1969. Tunelul Bahna se află în inventarul Secției Drumuri Naționale Turnu Severin a Direcției Regionale de Drumuri și Poduri Craiova, care administrează și întreține DN6 până la kilometrul 358+000.
Alături de tunelul rutier, în stânga acestuia pe sensul de creștere a kilometrajului DN6, funcționează și tunelul feroviar Bahna, în lungime de 113 metri, construit pe Magistrala CFR 900 și inaugurat în 1967.